# Мейергейм, Герман
Герман Роберт Мейергейм (нем. Hermann Robert Meyerheim; 1828, Данциг, Западная Пруссия — 1880[…]) — немецкий художник, мастер городского пейзажа. 

## Биография
Родился в 1828 году в Данциге. Выходец из художественной династии: младший брат художников Фридриха Эдуарда (1808—1879) и Вильгельма Александра (1815—1882), дядя Франца Эдуарда (1838—1880) и Пауля Фридриха (1842—1915) и Пауля Вильгельма Мейергеймов (1848—1900).
Дольше старших братьев оставался в Данциге, где писал виды города (в особенности — порта). В дальнейшем, следом за большинством других членов семьи,  перебрался в Берлин. Был женат на Иде-Берте Бём (ок. 1829 — 1891), скончавшейся в Берлине.
Их сыном был эмигрировавший в Великобританию живописец Роберт Мейергейм (1846—1920).

## Галерея
- Порт Данцига
- Порт Роттердама
- На берегу Свины